# Survivor: Африка
Survivor: Африка — третий сезон популярного американского реалити-шоу Survivor. Съемки проходили в 2001 году на территории Кении.
Победителем сезона стал футболист Итан Зон, победивший в финале экс-учительницу Ким Джонсон.
Изначально участники были разделены на два племени — Боран и Самбуру, но после 12 дней в игре было проведено первое в истории шоу «смешение племен». Некоторым участником пришлось перейти в другие племена, что сделало игру более неожиданной по сравнению с предыдущими сезонами. Когда осталось 10 человек, участники объединились в племя Мото Маджи.
В этом сезоне впервые во время Совета племени применили соревнование на выбывание. Карл Биланчионе и Линдси Рихтер получили по четыре голоса, но поскольку это был первый совет племени и игроки не могли иметь голоса против себя на предыдущих советах (что использовалось для решения по выбыванию в предыдущих сезонах), то ведущий Джефф Пробст провел викторину на знание природы Африки, проигравший в которой исключался из игры.

## Участники
| Участник                                | Первоначальные племена | Смешанные племена | Объединенное племя | Выбыл                                     | Всего голосов |
| --------------------------------------- | ---------------------- | ----------------- | ------------------ | ----------------------------------------- | ------------- |
| Брэндон Квинтон 25, Бармен              | Самбуру                | Самбуру           | Мото Маджи         | Выбыл девятым 2-й член жюри День 27       | 6             |
| Дайан Огден 42, Почтальон               | Боран                  |                   |                    | Выбыла первой День 3                      | 6             |
| Джесси Камачо 26, Помощник шерифа       | Боран                  |                   |                    | Выбыла второй День 6                      | 5             |
| Итан Зон 27, Профессиональный футболист | Боран                  | Боран             | Мото Маджи         | Победитель                                | 0             |
| Карл Биланчионе 46, Дантист             | Самбуру                |                   |                    | Выбыл третьим День 9                      | 4             |
| Келли Голдсмит 22, Аналитик             | Боран                  | Самбуру           | Мото Маджи         | Выбыла восьмой 1-й член жюри День 24      | 5             |
| Ким Джонсон 56, Бывшая учительница      | Боран                  | Боран             | Мото Маджи         | Финалист                                  | 1             |
| Ким Пауэрс 29, Маркетолог               | Самбуру                | Самбуру           | Мото Маджи         | Выбыла одиннадцатой 4-й член жюри День 33 | 4             |
| Кларенс Блэк 24, Тренер                 | Боран                  | Боран             | Мото Маджи         | Выбыл седьмым День 21                     | 12            |
| Лекс ван дер Берг 38, Маркетолог        | Боран                  | Самбуру           | Мото Маджи         | Выбыл четырнадцатым 7-й член жюри День 38 | 10            |
| Линда Спенсер 44, Помощник директора    | Самбуру                |                   |                    | Выбыла четвёртой День 12                  | 4             |
| Линдси Рихтер 26, Специалист по рекламе | Самбуру                | Самбуру           |                    | Выбыла шестой День 18                     | 7             |
| Сайлас Гэйтер 23, Бармен                | Самбуру                | Боран             |                    | Выбыл пятым День 15                       | 8             |
| Тереза Купер 42, Стюардесса             | Самбуру                | Боран             | Мото Маджи         | Выбыла двенадцатой 5-й член жюри День 36  | 4             |
| Том Бьюканан 45, Фермер                 | Боран                  | Самбуру           | Мото Маджи         | Выбыл тринадцатым 6-й член жюри День 37   | 7             |
| Фрэнк Гаррисон 43, Техник               | Самбуру                | Боран             | Мото Маджи         | Выбыл десятым 3-й член жюри День 30       | 9             |

## История голосования
|            | Первочальные племена | Первочальные племена | Первочальные племена | Первочальные племена | Смешанные племена  | Смешанные племена    | Объединенное племя   | Объединенное племя | Объединенное племя  | Объединенное племя | Объединенное племя | Объединенное племя | Объединенное племя | Объединенное племя | Объединенное племя | Объединенное племя |
| ---------- | -------------------- | -------------------- | -------------------- | -------------------- | ------------------ | -------------------- | -------------------- | ------------------ | ------------------- | ------------------ | ------------------ | ------------------ | ------------------ | ------------------ | ------------------ | ------------------ |
| # эпизода: | 1                    | 2                    | 3                    | 4                    | 5                  | 6                    | 7                    | 8                  | 9                   | 10                 | 11                 | 12                 | 13                 | 13                 | Финал              | Финал              |
| Исключен:  | Дайан 6/8 голосов    | Джесси 5/7 голосов   | Карл 4/8 голосов 1   | Линда 4/7 голосов    | Сайлас 5/6 голосов | Линдси 3/6 голосов 2 | Кларенс 8/10 голосов | Келли 5/9 голосов  | Брэндон 6/8 голосов | Фрэнк 6/7 голосов  | Ким П 4/6 голосов  | Тереза 4/5 голосов | Том 3/4 голосов    | Лекс 1 голос       | Ким Д 2/7 голосов  | Итан 5/7 голосов   |
|            |                      |                      |                      |                      |                    |                      |                      |                    |                     |                    |                    |                    |                    |                    |                    |                    |
| Дайан      | Кларенс              |                      |                      |                      |                    |                      |                      |                    |                     |                    |                    |                    |                    |                    |                    |                    |
| Джесси     | Дайан                | Кларенс              |                      |                      |                    |                      |                      |                    |                     |                    |                    |                    |                    |                    |                    |                    |
| Итан       | Дайан                | Джесси               |                      |                      | Сайлас             |                      | Кларенс              | Келли              | Брэндон             | Фрэнк              | Ким П              | Тереза             | Том                |                    | Победитель         | Победитель         |
| Келли      | Дайан                | Джесси               |                      |                      |                    | Линдси               | Кларенс              | Лекс               |                     |                    |                    |                    |                    |                    |                    | Итан               |
| Ким Д      | Дайан                | Джесси               |                      |                      | Сайлас             |                      | Кларенс              | Келли              | Брэндон             | Фрэнк              | Ким П              | Тереза             | Том                | Лекс               | Финалист           | Финалист           |
| Кларенс    | Дайан                | Джесси               |                      |                      | Сайлас             |                      | Лекс                 |                    |                     |                    |                    |                    |                    |                    |                    |                    |
| Лекс       | Дайан                | Джесси               |                      |                      |                    | Линдси               | Кларенс              | Келли              | Фрэнк               | Фрэнк              | Ким П              | Тереза             | Том                |                    |                    | Итан               |
| Том        | Кларенс              | Кларенс              |                      |                      |                    | Линдси               | Кларенс              | Келли              | Брэндон             | Фрэнк              | Ким П              | Тереза             | Лекс               |                    |                    | Итан               |
| Брэндон    |                      |                      | Карл                 | Линда                |                    | Том                  | Кларенс              | Келли              | Фрэнк               |                    |                    |                    |                    |                    | Ким Д              |                    |
| Карл       |                      |                      | Линдси               |                      |                    |                      |                      |                    |                     |                    |                    |                    |                    |                    |                    |                    |
| Ким П      |                      |                      | Карл                 | Линда                |                    | Том                  | Кларенс              | Лекс               | Брэндон             | Фрэнк              | Лекс               |                    |                    |                    | Ким Д              |                    |
| Линда      |                      |                      | Линдси               | Сайлас               |                    |                      |                      |                    |                     |                    |                    |                    |                    |                    |                    |                    |
| Линдси     |                      |                      | Карл                 | Линда                |                    | Том                  |                      |                    |                     |                    |                    |                    |                    |                    |                    |                    |
| Сайлас     |                      |                      | Карл                 | Линда                | Фрэнк              |                      |                      |                    |                     |                    |                    |                    |                    |                    |                    |                    |
| Тереза     |                      |                      | Линдси               | Сайлас               | Сайлас             |                      | Лекс                 | Лекс               | Брэндон             | Фрэнк              | Лекс               | Том                |                    |                    |                    | Итан               |
| Фрэнк      |                      |                      | Линдси               | Сайлас               | Сайлас             |                      | Кларенс              | Лекс               | Брэндон             | Ким Д              |                    |                    |                    |                    |                    | Итан               |

^ 1 Линдси и Карл получили одинаковое число голосов и в борьбе за право остаться в игре участвовали в тесте на знание африканской природы. Карл проиграл и покинул шоу. 

^ 2 Линдси покинула игру, потому что против неё было подано 4 голоса в предыдущих голосованиях. 